# MBK (producător de scutere)

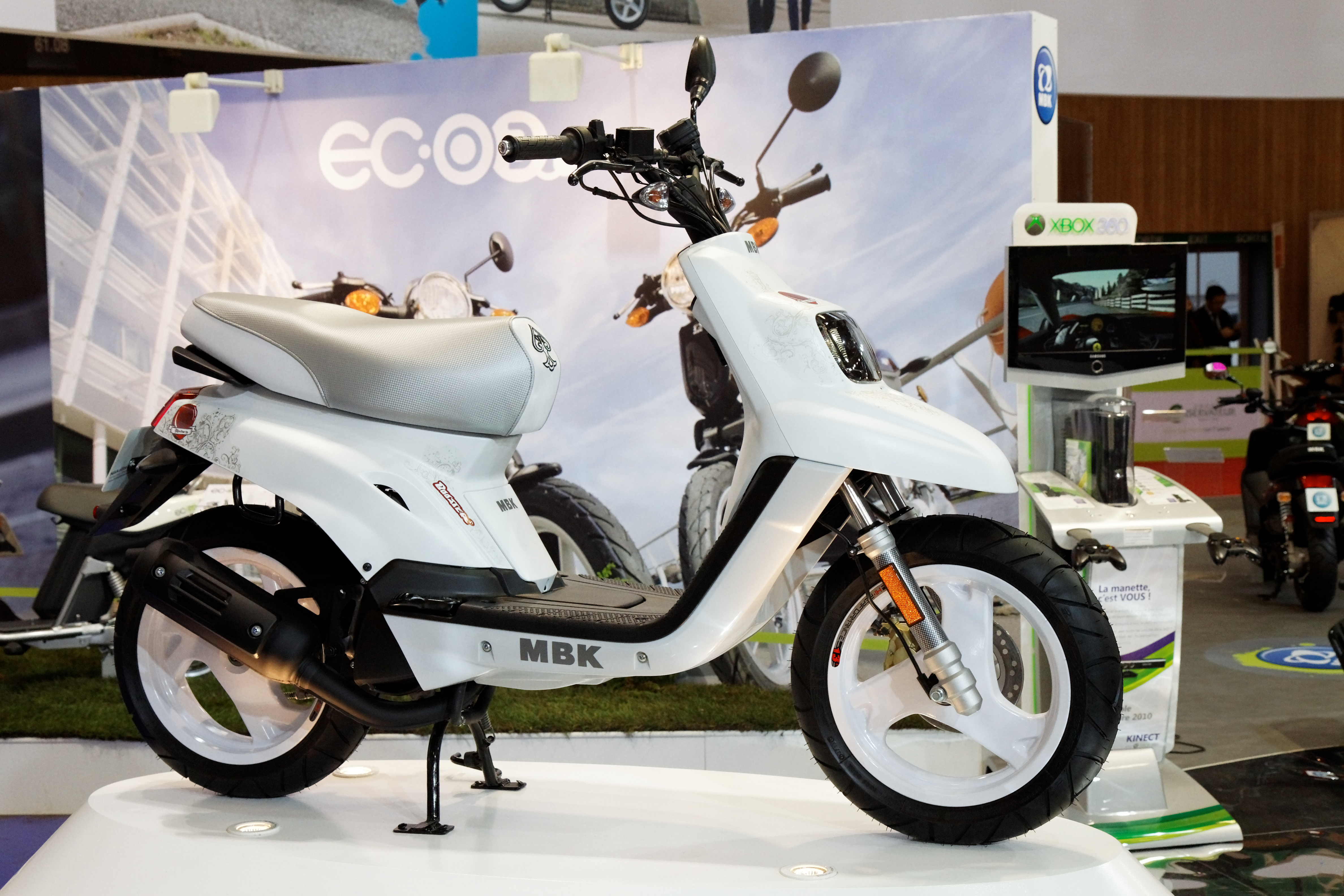
MBK Booster

MBK (pronunțat [ɛm.be.kɑ]), o filială a companiei Yamaha Motor Company, este un producător francez de scutere, cu sediul în Rouvroy, Picardia, Franța. Compania a fost înființată pentru prima dată în 1923 sub numele de Motobécane și timp de mulți ani a fost cel mai mare producător francez de motociclete.

## Legături externe
- mbk.fr Arhivat în 26 decembrie 2016, la Wayback Machine. Official website
- MBK Cykler